# Grillparzerstraße (München)
Die Grillparzerstraße ist eine Innerortsstraße im Stadtbezirk Au-Haidhausen (Nr. 5) von München.

## Verlauf
Die Straße beginnt am Haidenauplatz in Fortsetzung der Orleansstraße, deren Teil sie vor 1906 war, und verläuft in generell nördlicher bis nordnordwestlicher Richtung über die Einsteinstraße (früher: Äußere Wiener Straße) bis zum Ostende des Prinzregentenplatzes.

## Öffentlicher Verkehr
Die Straße wird in ihrem Nordteil durch den U-Bahnhof Prinzregentenplatz, den die U-Bahn-Linie U 4 bedient, erschlossen. Zwischen der Einsteinstraße und dem Haidenauplatz verkehrt eine Straßenbahnlinie auf eigenem Gleisbett; vom Haidenauplatz bestehen weitere Tramverbindungen zum Ostbahnhof und nach Berg am Laim. Verschiedene Buslinien, darunter die Metrobuslinie 54 und die Museumslinie 100, verkehren über die gesamte Länge der Straße.

## Namensgeber
Die Straße ist nach dem österreichischen Dichter Franz Grillparzer (1791 bis 1872) benannt.

## Charakteristik

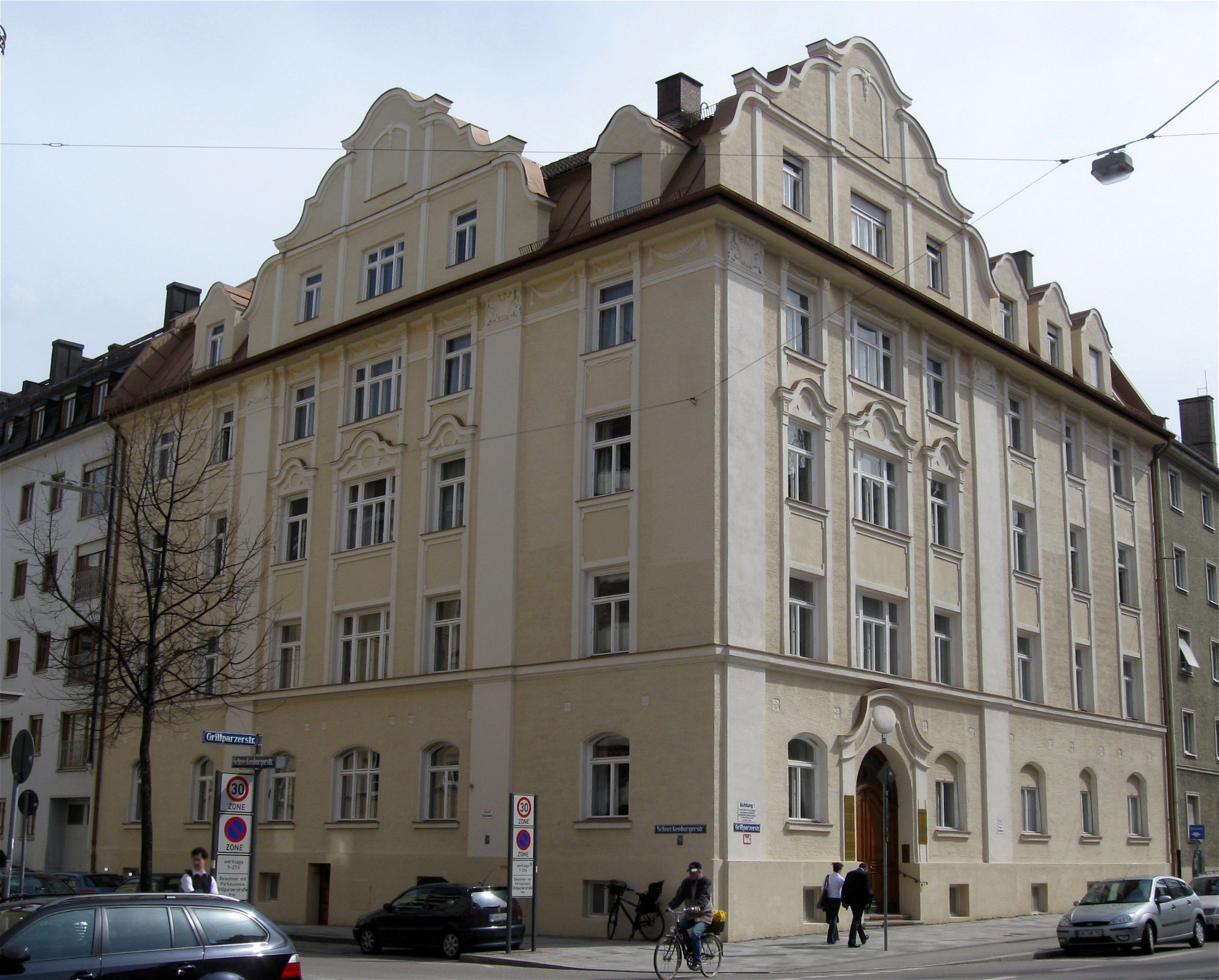
Grillparzerstraße 38

Die Straße ist teilweise neubarock und im Jugendstil, teilweise neuzeitlich, zum Teil aber auch im Stil der 1930er Jahre bebaut.

## Denkmalgeschützte Bauwerke

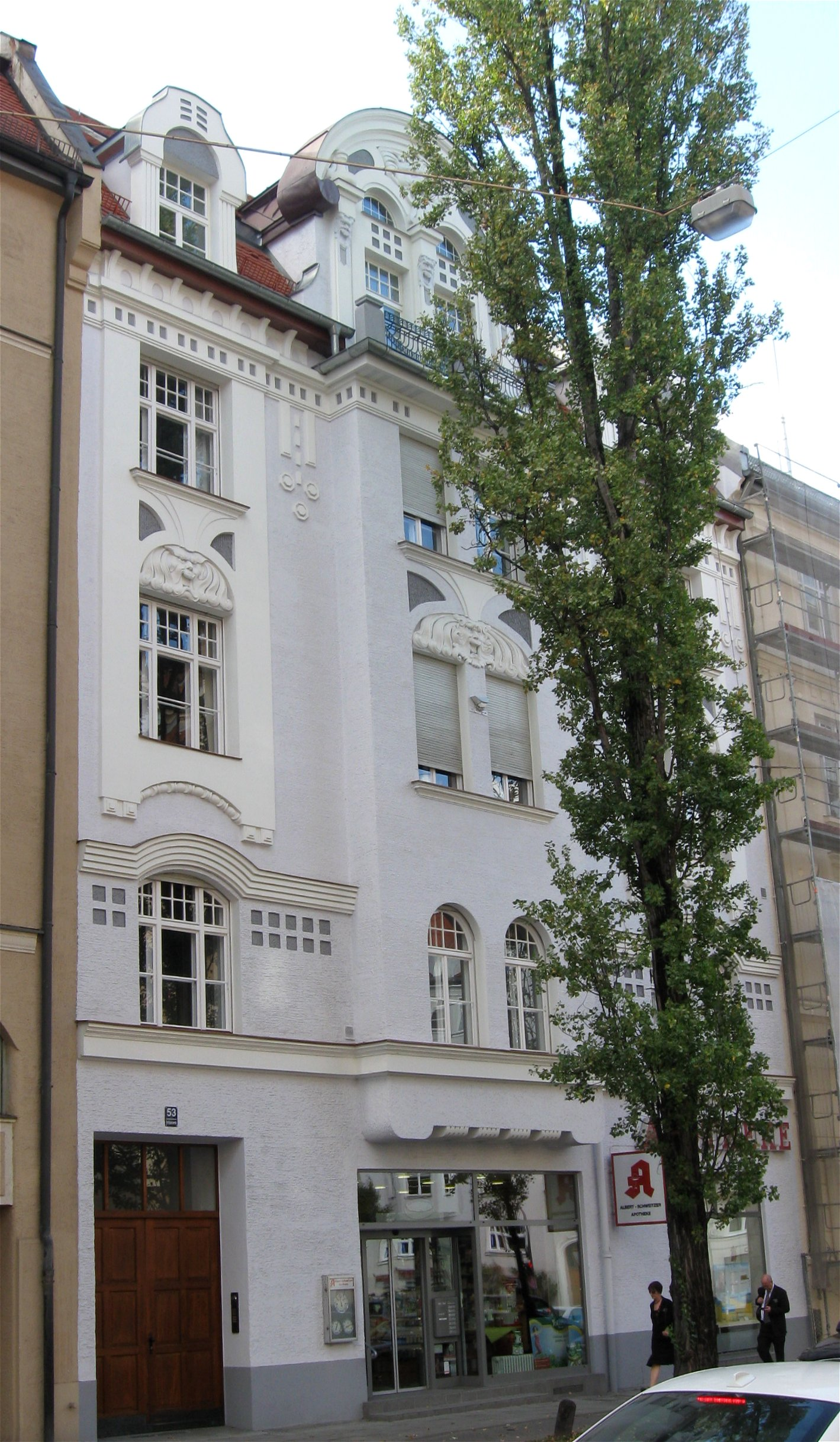
Grillparzerstraße 53

- Hausnr. 35: Mietshaus, neubarock, reich gegliedert, bezeichnet 1901/02 (Denkmalliste D-1-62-000-2270)
- Hausnr. 38: Mietshaus, barockisierender Jugendstileckbau, reich gegliedert, Anfang 20. Jahrhundert (Denkmalliste D-1-62-000-2271)
- Hausnr. 43: Mietshaus, barockisierend, 1914 von Berthold Wenbauer (Denkmalliste D-1-62-000-2272)
- Hausnr. 46: Mietshaus, Jugendstil, durch Balkone, Erker und Loggien reich gegliederter Eckbau, Anfang 20. Jahrhundert (Denkmalliste D-1-62-000-2275)
- Hausnr. 51: Mietshaus, Jugendstil, mit zwei Erkern und reich dekoriertem Portal, 1910 von Heinrich Stengel und Paul Hofer (Denkmalliste D-1-62-000-2276)
- Hausnr. 53: Mietshaus, Jugendstil, reich gegliedert, mit reicher Dekoration (Masken), 1908 von Franz Popp (Denkmalliste D-1-62-000-2277)

## Gebäude in der Nähe
- Bayerisches Staatsministerium für Gesundheit und Pflege, Haidenauplatz 1
- Städtische Fridtjof-Nansen-Realschule, Ernst-Reuter-Straße 4[3]